# Sloveanske (Sloveanske), Rozdolne
Sloveanske (în ucraineană Слов'янське) este localitatea de reședință a comunei Sloveanske din raionul Rozdolne, Republica Autonomă Crimeea, Ucraina.

## Demografie
Componența lingvistică a localității Sloveanske
     Rusă (51,16%)
     Ucraineană (34,26%)
     Tătară crimeeană (12,77%)
     Alte limbi (0,83%)
Conform recensământului din 2001, majoritatea populației localității Sloveanske era vorbitoare de rusă (51,16%), existând în minoritate și vorbitori de ucraineană (34,26%) și tătară crimeeană (12,77%).